# Susanna Schellenberg
Susanna Schellenberg (* 1974 in Beirut, Libanon) ist eine Philosophin.
Schellenberg ist Professorin für Philosophie an der Rutgers University, wo sie auch dem Rutgers Center for Cognitive Science zugeordnet ist. Sie ist spezialisiert auf Erkenntnistheorie, Philosophie des Geistes und Sprachphilosophie, bekannt vor allem für ihre Arbeiten zu Wahrnehmung, Erfahrung, Evidenz und Vorstellungskraft. 2016 erhielt Schellenberg den Friedrich-Wilhelm-Bessel-Preis der Alexander-von-Humboldt-Stiftung. Sie ist die Autorin von The Unity of Perception: Content, Consciousness, Evidence (Oxford University Press, 2018).

## Werdegang
Schellenberg wuchs in Libanon, Pakistan und der Schweiz auf. Nach der mathematisch-naturwissenschaftlichen Matura (Typus C) am Gymnasium Köniz-Lerbermatt, Schweiz, studierte sie Mathematik, Volkswirtschaft, Philosophie und Geschichte an der Universität Basel, der Université Paris I Panthéon-Sorbonne, der Johann-Wolfgang-Goethe-Universität in Frankfurt/Main und der Universität Oxford. 2007 promovierte sie an der Universität Pittsburgh mit der Arbeit Perception in Perspective.
2006 bis 2008 war Schellenberg Mellon Postdoctoral Fellow an der Universität von Toronto. Sie brach diesen Forschungsaufenthalt ab, um an der Australian National University Post-Doktorandin zu werden. Dort wurde sie 2008 Assistenzprofessorin und 2010 Associate Professor. Schellenberg war die erste Frau, die an der Research School of Social Sciences der Australian National University auf eine unbefristete akademische Stellung berufen wurde. 2011 ging Schellenberg an die Rutgers University, als Associate Professor am Department of Philosophy und als Executive Council Faculty am Rutgers Center for Cognitive Science.  Brian Weatherson und Jonathan L. Kvanvig betrachteten Schellenbergs Umzug nach Rutgers als Prestigegewinn für den Bereich Erkenntnistheorie am dortigen Department of Philosophy.

## Forschung
In ihrer Forschung konzentriert sich Schellenberg auf die Entwicklung einer vollständigen Darstellung der erkenntnistheoretischen und phänomenologischen Funktionen der Wahrnehmung. Zusätzlich zu diesem Schwerpunktthema hat Schellenberg auch Artikel zu Themen wie Inferentielle Semantik, der Philosophie von Gottlob Frege und Vorstellungskraft geschrieben. Schellenbergs bisherige Arbeit zeichnet sich oft dadurch aus, dass sie scheinbar gegensätzliche Positionen in der Philosophie des Geistes zu vereinen weiß.

## Publikationen
Schellenberg hat Artikel in den Zeitschriften The Journal of Philosophy, Mind, Noûs, und Philosophy and Phenomenological Research publiziert.